# Cinecolor

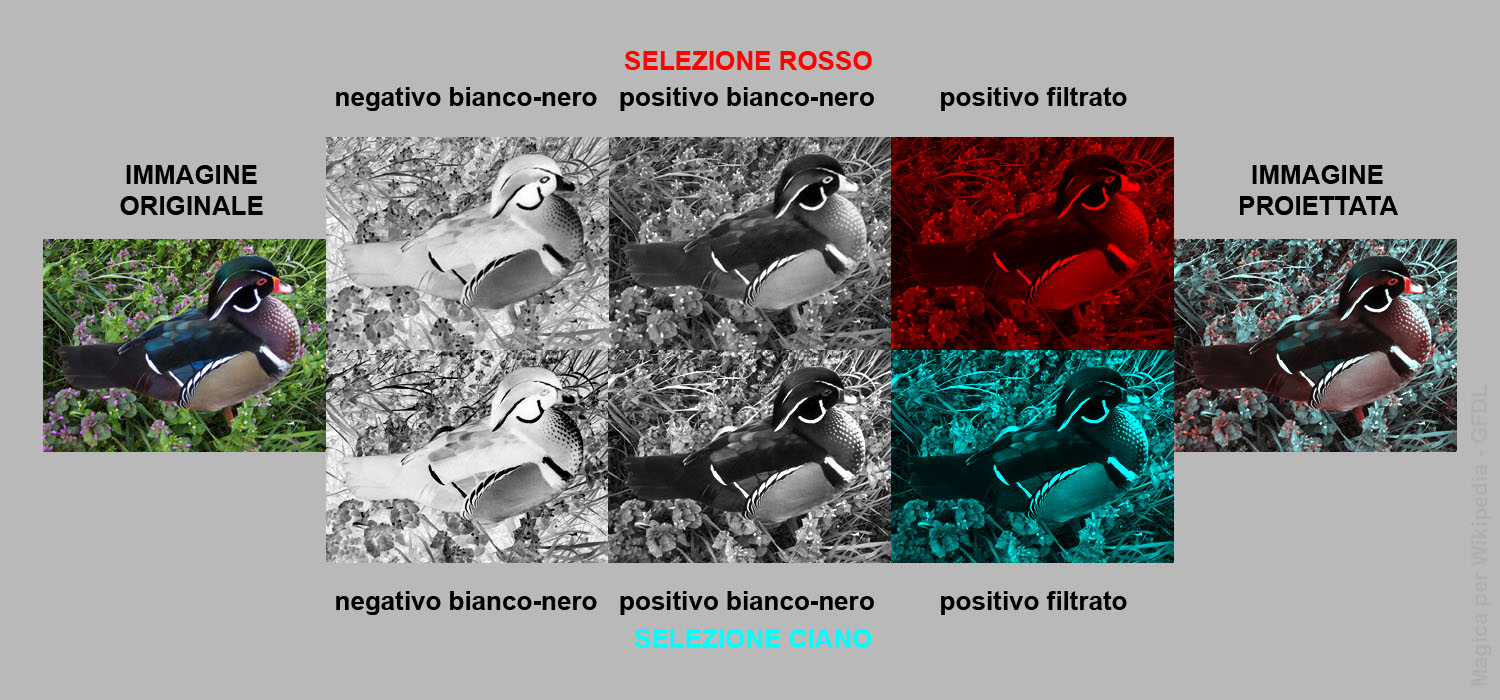
Цветное изображение и его воспроизведение по технологии «Синеколор». Слева направо: исходное изображение; цветоделённые негативы «бипака»; цветоделённые позитивы на дипо-фильме; тонированные позитивы дипо-фильма; полученное изображение

Синеколо́р (англ. Cinecolor) — ранняя технология цветного кинематографа, основанная на субтрактивном синтезе цвета из двух цветов: красного и сине-зелёного. Процесс основан на виражной технологии, применявшейся в системе «Мультиколор» 1929 года, ведущей своё происхождение от двухцветной системы «Призма». «Синеколор» разработан кинематографистом английского происхождения Уильямом Креспинелом (англ. William T. Crespinel), основавшим корпорацию «Кинемаколор» (англ. Kinemacolor) в 1906 году. Американская корпорация «Синеколор» (англ. Cinecolor) основана им же в 1932 году в противовес монополии «Техниколора» на кинорынке. «Синеколор» и «Техниколор», начиная с конца 1920-х годов были самыми популярными технологиями цветного кино.

## Технология

### Киносъёмка
В отличие от раннего «Техниколора» и других двухцветных процессов, получавших чёрно-белый цветоделённый негатив на одной киноплёнке, «Синеколор» сразу использовал две киноплёнки, прижатые в фильмовом канале киносъёмочного аппарата эмульсиями друг к другу (техника «бипак»). При этом ближняя к объективу ортохроматическая киноплёнка (по отечественной терминологии 1930-х — «фронт-фильм») с нанесённым на эмульсию оранжевым красителем, служила цветоделительным светофильтром для нижней панхроматической плёнки («рюк-фильма»). В результате после проявления обеих плёнок получались два чёрно-белых цветоделённых негатива, один из которых, получаемый на «фронт-фильме», содержал сине-зелёную составляющую изображения, а второй, на «рюк-фильме» — красно-оранжевую. Оранжевый фильтрующий слой «фронт-фильма» в процессе лабораторной обработки растворялся.
В отличие от других двух- и трёхцветных технологий, для съёмки по технологии «Синеколор» применялись стандартные киносъёмочные аппараты, пригодные для съёмки на две плёнки, проходящие через обычный лентопротяжный тракт с незначительно модифицированным фильмовым каналом. При этом использовался грейфер со стандартным шагом кадра и не требовалось никаких дополнительных устройств цветоделения, поскольку оно происходило непосредственно в «бипаке». По сравнению с трёхплёночными аппаратами «Техниколора», стоившими по 16000 долларов и обслуживавшимися представителем компании, аппараты для «Синеколора» являлись стандартной модификацией обычной кинокамеры для комбинированных съёмок. Это удешевляло процесс, не требуя аренды дорогостоящей аппаратуры, поэтому многие киностудии предпочитали использовать «Синеколор» вместо «Техниколора». Именно поэтому эта двухцветная технология просуществовала параллельно с трёхцветными до конца 1940-х годов, когда появились многослойные позитивные киноплёнки, вытеснившие сложные процессы съёмки и печати с несколькими плёнками.
По аналогичному процессу снимались первые отечественные цветные кинокартины, такие как «Карнавал цветов» и «Груня Корнакова». При этом использовались импортные комплекты киноплёнки, главным образом, «Агфа».

### Печать
Цветоделённые изображения в системе «Синеколор» располагались с разных сторон позитива. Для этого выпускалась специальная позитивная киноплёнка «дипо-фильм», с двумя эмульсионными слоями, политыми с обеих сторон подложки. Под одной из эмульсий располагался защитный окрашенный подслой, растворявшийся в процессе проявления.
В кинокопировальном аппарате контактной печати такая киноплёнка располагалась между цветоделёнными негативами, каждый из которых прижимался к своей стороне плёнки эмульсией. В результате позитивная киноплёнка экспонировалась с двух сторон через цветоделённые негативы. Окрашенный подслой препятствовал экспонированию противоположных эмульсий через подложку. Оптическая совмещённая фонограмма печаталась на сине-зелёной стороне киноплёнки.
После печати и проявления с обеих сторон киноплёнки получались позитивные цветоделённые чёрно-белые изображения. Следующий этап получения цветного фильма заключался в тонировании оранжевой составляющей изображения в дополнительный сине-зелёный цвет. После этого киноплёнка сушилась и процесс повторялся с её обратной стороны, чтобы тонировать сине-зелёную составляющую в дополнительный красно-оранжевый цвет.
В результате такого процесса получался цветной позитив, составляющие которого располагались с разных сторон подложки.
Качество цветопередачи при двухцветном процессе значительно уступает всем трёхцветным, передавая удовлетворительно красный, оранжевый, синий и коричневый цвета, а также оттенки человеческой кожи. В то же время, ярко-зелёный и пурпурный цвета отображались искажённо. Однако, стоимость кинопроизводства по процессу «Синеколор» была несравнимо более низкой, чем с трёхплёночным «Техниколором», что делало его конкурентоспособным у кинематографистов с небольшим бюджетом. До 1940 года технология использовалась небольшими киностудиями для короткометражных и документальных фильмов. Студия «Парамаунт» снимала по двухцветному процессу сериал научно-популярных короткометражек «Популярная механика» (англ. Popular Mechanix) и некоторые серии мультфильма «Моряк Попай». Полнометражных художественных фильмов по технологии «Синеколор» снято всего несколько и первым из них в 1939 году стал «Джентльмен из Аризоны» (англ. The Gentleman from Arizona).

## Super Cinecolor
В 1948 году, в противовес постоянному росту стоимости цветных кинопроцессов, «Синеколор» начал выпуск комплектов киноплёнок «бипак» с высокой светочувствительностью, многократно превосходящей трёхплёночный процесс «Техниколор». За счёт этого новые комплекты «бипак» обеспечивали двойную экономию на съёмочном освещении, делая стоимость съёмки по процессу «Синеколор» всего на 10% дороже обычной чёрно-белой. Это было несопоставимо с дорогостоящей технологией «Техниколора», использовавшей специальные камеры и мощный свет. 
В том же году был разработан трёхцветный процесс под названием «Супер Синеколор» (англ. Super Cinecolor), который был комбинацией виражной и гидротипной технологий. «Супер Синеколор» использовался для печати с трёх плёнок «Техниколора», но был дешевле обычной гидротипной печати, поскольку требовал изготовления только одной матрицы. Печать двух цветов производилась на двухстороннюю киноплёнку с цветоделённых негативов таким же способом, как и в двухцветном «Синеколоре». Отличие состояло в том, что на сине-зелёную фотоэмульсию гидротипным способом дополнительно наносилась жёлтая краска с матричной плёнки, отпечатанной с третьего негатива.
Вместо традиционных для процесса «Техниколор» дополнительных цветов: жёлтого, пурпурного и голубого, «Супер Синеколор» использовал в позитиве жёлтый, красный и сине-зелёный для совместимости с существующей двухцветной технологией. Результатом была искажённая цветопередача готовой фильмокопии, значительно уступавшая конкурентам. Кроме того, как и у оригинального двухцветного процесса, у «Супер Синеколора» оставался тот же недостаток: изображения разных цветов располагались с разных сторон киноплёнки, затрудняя их одновременную резкую проекцию на экран.
Неспособная конкурировать с другими цветными технологиями, корпорация «Синеколор» в 1954 году вышла из бизнеса и все её производственные мощности были куплены «Техниколором».